# São João d'Aliança
São João d'Aliança este un oraș în Goiás (GO), Brazilia.